# Bisbe vermell septentrional
El bisbe vermell septentrional o teixidor ataronjat (Euplectes franciscanus) és una espècie d'ocell de la família dels plocèids (Ploceidae) que habita praderies d'herbes altes de l'Àfrica Subsahariana al nord de la línia equatorial.